# كيا بايرز
كيا بايرز هي راكبة الكنو كندية، ولدت في 6 أكتوبر 1987.